# Anna Anatoljewna Krylowa
Anna Anatoljewna Krylowa (russisch Анна Анатольевна Крылова, engl. Transkription Anna Anatolyevna Krylova; - geb. Kuropatkina; * 3. Oktober 1985 in Kamensk-Schachtinski) ist eine russische Dreispringerin.

## Sportliche Laufbahn
Erste internationale Erfahrungen sammelte Anna Krylowa bei den U23-Europameisterschaften 2007 in Debrecen, bei denen sie mit 13,92 m den vierten Platz belegte. Anschließend wurde sie bei der Sommer-Universiade in Bangkok mit 13,59 m Achte. 2011 nahm sie an den Weltmeisterschaften in Daegu teil und erreichte mit einer Weite von 14,23 m den siebten Platz und bei den Hallenweltmeisterschaften in Istanbul im Jahr darauf mit 14,21 m Rang sechs.
Seit 2018 ist sie als Neutrale Athletin wieder startberechtigt und klassierte sich bei den Hallenweltmeisterschaften in Birmingham mit 13,75 m auf dem 15. Platz. Im August nahm sie erstmals an den Europameisterschaften in Berlin teil und schied dort mit 13,05 m in der Qualifikation aus.
2012 wurde Krylowa Russische Hallenmeisterin im Dreisprung.

## Persönliche Bestleistungen
- Dreisprung: 14,40 m, 4. Juli 2012 in Tscheboksary
  - Dreisprung (Halle): 14,39 m, 29. Januar 2012 in Krasnodar